# میوشی، هیروشیما
میوشی در استان هیروشیما در کشور ژاپن  واقع شده‌است  که دارای جمعیت ۵۸٬۲۶۴ نفر و مساحت ۷۷۸٫۱۹ کیلومتر مربع با تراکم جمعیت ۷۴٫۹  نفر در کیلومترمربع است و در تاریخ ۳۱ مارس ۱۹۵۴ به عنوان شهر شناخته شد.